# آزمایش بلکو
آزمایش بلکو (به انگلیسی: The Belko Experiment) یک فیلم هیجان انگیز و ترسناک محصول سال ۲۰۱۶ آمریکا به کارگردانی گرگ مک لین و نوشته شده توسط جیمز گان است؛ با بازی جان گالاگر، جونیور، تونی گلدوین، ادریا ارجنا و ملونی دیاز. فیلمبرداری در تاریخ ۱ ژوئن ۲۰۱۵ در بوگوتا، کلمبیا آغاز شد. این فیلم در جشنواره بین‌المللی فیلم تورنتو در تاریخ ۱۰ سپتامبر ۲۰۱۶ به نمایش درآمد. این فیلم در تاریخ ۱۷ مارس سال ۲۰۱۷ در ایالات متحده آمریکا توسط بلاب هوس تیلت و اوریون پیکچرز منتشر شد.

## داستان
در یک آزمایش اجتماعی پیچیده، یک گروه ۸۰ نفره آمریکایی در دفتر شرکت‌شان که در آسمان خراش‌های ایالت کلمبیا واقع شده است محصور می‌شوند و از طریق یک صدای ناشناخته دستور داده می‌شود که وارد یک بازی مرگبار شوند یا کشته می‌شوند.